# Pozonia
Genre
Pozonia est un genre d'araignées aranéomorphes de la famille des Araneidae.

## Distribution
Les espèces de ce genre se rencontrent aux Antilles, en Amérique centrale et en Amérique du Sud.

## Liste des espèces
Selon World Spider Catalog (version 17.0, 26/03/2016) :
- Pozonia andujari Alayón, 2007
- Pozonia bacillifera (Simon, 1897)
- Pozonia balam Estrada-Alvarez, 2015
- Pozonia dromedaria (O. Pickard-Cambridge, 1893)
- Pozonia nigroventris (Bryant, 1936)

## Publication originale
- Schenkel, 1953 : Bericht über eingie Spinnentiere aus Venezuela. Verhandlungen der naturforschenden Gesellschaft in Basel, vol. 64, p. 1-57.